# Бреза
Бреза́ (болг. Бреза) — село в Смолянській області Болгарії. Входить до складу общини Рудозем.

## Населення
За даними перепису населення 2011 року у селі проживали 9 осіб, з них 7 осіб (77,8%) — іншої національності (не болгари, не турки і не цигани).
Розподіл населення за віком у 2011 році:
Динаміка населення: